# Tu t’laisses aller

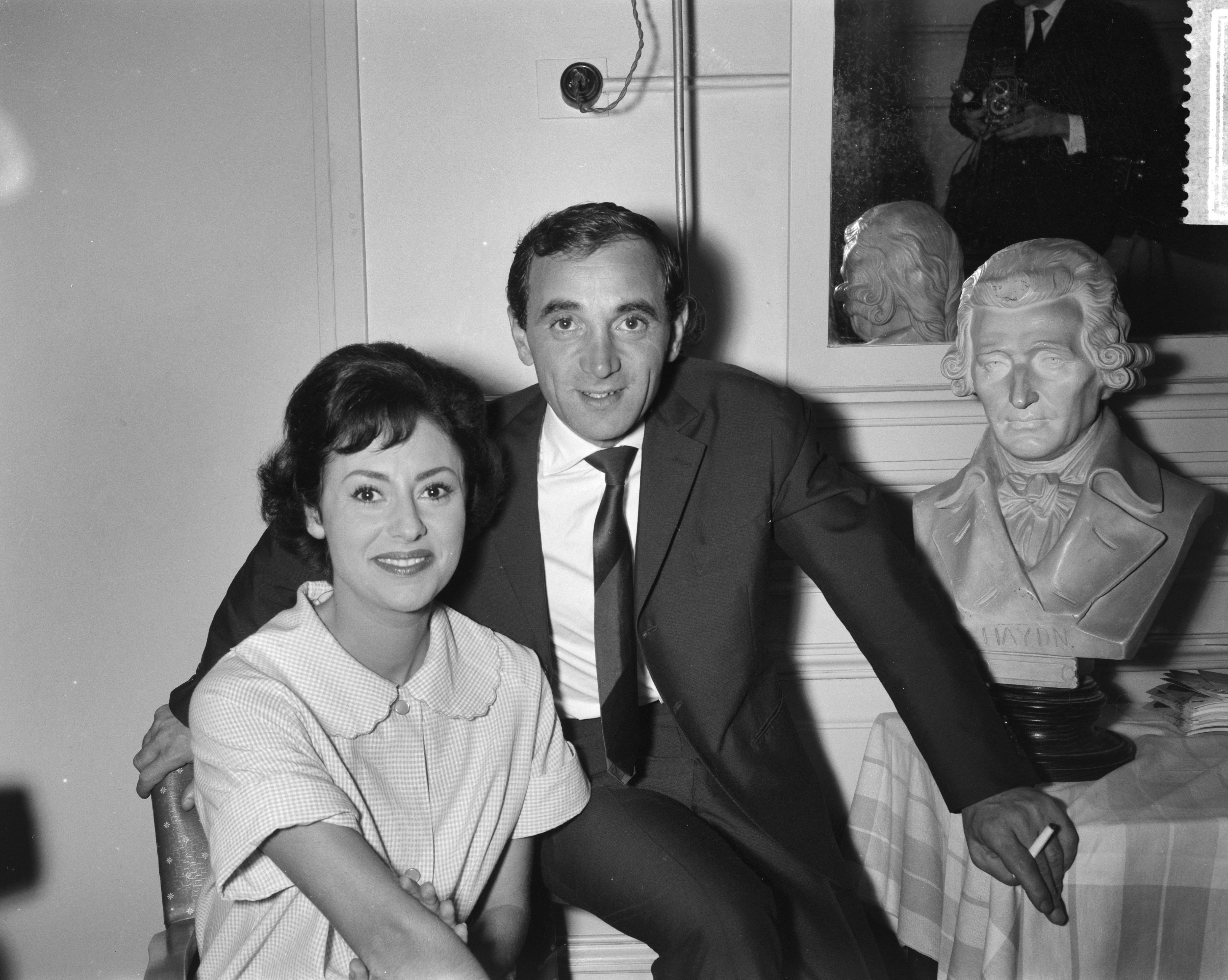
Charles Aznavour 1961, hier mit Caterina Valente

Tu t’laisses aller ist ein französischsprachiges Chanson, das Charles Aznavour 1960 bei Disques Barclay sowohl auf Single mit der B-Seite J’ai perdu la tête als auch auf einer EP mit den zusätzlichen Liedern Plus heureux que moi und La nuit veröffentlichte. Zudem war es auf dem gleichfalls 1960 herausgekommenen Studioalbum Charles Aznavour enthalten. Text und Melodie hat Aznavour selbst verfasst. 1962 brachte der Sänger das gut 3:40 Minuten lange Lied bei Barclay/Ariola auch in deutscher Sprache unter dem wörtlich übersetzten Titel Du läßt dich geh’n (B-Seite: Ich frag mich warum) heraus; der Text für diese Version stammt aus der Feder von Ernst Bader. Diese Fassung ist zudem 1983 in der DDR auf einer gleichnamigen Langspielplatte bei Amiga erschienen.
Im weiteren Verlauf seiner langen Karriere hat Charles Aznavour dieses Lied noch häufig bei Konzertauftritten vorgetragen, auch im Duett mit Sängerinnen, so beispielsweise 1991 mit Liza Minnelli. Es findet sich auch auf zahlreichen Kompilationen wieder, in denen Aznavours beste und erfolgreichste Titel zusammengestellt sind. Der Künstler selbst ordnete das Chanson rückblickend in die Reihe seiner „Klassiker“ ein, die viele damals aber als anstößig empfanden, weil „sich die sexuelle Freiheit noch nicht eingebürgert hatte“.

## Text und Musik
In dem Chanson hat der männliche Protagonist sich bereits ordentlich Mut angetrunken, um seiner nicht beim Namen genannten, sondern durchgehend per Du angesprochenen Frau endlich einmal zu sagen, dass er inzwischen die Nase von ihr voll hat („Tout l’alcool que j’ai pris ce soir afin d’y puiser le courage de t’avouer que j’en ai marre de toi“). Dann zählt er ausgiebig auf, wie sie sich in seiner Wahrnehmung verändert hat und was ihn alles an ihr stört, beginnend mit der Feststellung, sie säße einfach so da und warte darauf, dass er etwas sagt oder tut, wobei sie ein Gesicht ziehe („t’es là, t’attends, tu fais la tête“). Ihr Körper reize ihn nicht mehr, sie sauge ihn aus und tyrannisiere ihn mit ihrem üblen Charakter; er traue sich kaum, ihr mal zu sagen, wie sehr sie mit all dem übertriebe („Tu m’exaspères, tu me tyrannises, je subis ton sale caractère sans oser dire que t’exagères“), so dass er sie manchmal am liebsten erwürgen würde. Er beendet diesen ersten Teil seiner Abrechnung mit dem resignativen Stoßseufzer „Gott, wie hast du dich in den fünf Jahren verändert! Du lässt dich einfach nur noch gehen“.
Darauf folgt eine zweite Kaskade von Vorwürfen. Sie brauche sich ja nur einmal selbst anzusehen, ihre heruntergerutschten Strümpfe, ihren alten, nur halb geschlossenen Morgenrock und die Lockenwickler. Sie erinnere ihn inzwischen an ihre Mutter und habe nichts mehr, was seine Zuneigung anregen könne, so dass er sich frage, wie sie ihm eigentlich je habe gefallen können. Vor seinen Freunden stelle sie ihn bloß, widerspreche ihm, schnauze ihn an, verspritze ihr Gift und sei zänkisch („tu me contredis, tu m’apostrophes avec ton venin et ta hargne“). Überhaupt habe sie sich in eine tyrannische Bestie ohne Herz und Seele verwandelt („Tu es une brute et un tyran, tu n’as pas de cœur et pas d’âme“).
Im dritten und letzten Teil seines Monologs dreht sich seine Stimmung um nahezu 180 Grad. Jetzt äußert er, was sie tun solle, damit sie wieder zu dem jungen Mädchen werde, das ihn einst so glücklich gemacht habe, denn trotz allem sei sie schließlich seine Frau („Que malgré tout tu es ma femme“). Sie solle Sport treiben, um abzunehmen, sich vor dem Spiegel hübsch machen, öfter wieder mal ein Lächeln aufsetzen und „Herz und Körper schminken“ („Accroche un sourire à ta face, maquille ton cœur et ton corps“). Dann würde er sich wie zu Beginn ihrer Beziehung sogar freuen, wenn sie sich gelegentlich gehen ließe – auch wenn das eigentlich ganz und gar seiner Einstellung widerspreche. Denn in Wirklichkeit täusche sie sich, wenn sie denke, dass er sie ablehne („Au lieu de penser que j’te déteste“).
Für den Buchautor Jérôme Pintoux macht dieses Nacheinander von zahllosen, förmlich heraussprudelnden Angriffen und abschließender Liebeserklärung einen wesentlichen Teil des Reizes von Tu t’laisses aller aus, das er als „Lied voller Bitterkeit, Verdruss und schwärzestem Zynismus“ („pleine d’amertume, de dépit, du cynisme le plus noir“) charakterisiert. Der Chansonkenner und Buchautor Gilles Verlant weist darauf hin, dass Aznavour auch schon früher „schwarze Themen wie das Altern, den Tod, Langeweile, Einsamkeit [sowie] die körperliche Liebe“ freimütig in den Mittelpunkt seiner Texte gestellt habe.
Die deutsche Übersetzung von Ernst Bader, der sich sehr eng am Original orientiert hat, steht der französischen Fassung in nichts nach.
Die Melodie ist in C-Dur komponiert. Auf dem unter Weblinks angegebenen Video der französischsprachigen Version wird die Gesangsstimme nur dezent-jazzig von Klavier, Standbass und einem hauptsächlich mit Besen gespielten Schlagzeug begleitet. Bei der Studioaufnahme der Schallplatte tritt zusätzlich eine orchestrale, hauptsächlich von Streichern und, weniger dominant, Bläsern ausgeführte Begleitung hinzu. Außerdem ist darauf noch ein jeweils nur wenige Takte langes instrumentales Intro beziehungsweise Outro zu hören.

## Erfolge und Coverversionen
In Frankreich hat sich die EP rund 76.000-fach verkauft, womit sie aber nicht zum Top-Hit wurde. Dies ist freilich wenig verwunderlich, denn die ganz hohen Verkaufszahlen „erreichte kaum einer der renommiertesten Chansonniers jemals, nicht einmal Chevalier, Trenet, Gréco, Piaf, Patachou“. Dabei markiert der Titel für Gilles Verlant den Beginn von Aznavours qualitativ bester und produktivster Phase in der ersten Hälfte der 1960er. Und nach Frank Laufenberg zählt der Titel auch in Frankreich zu den kommerziell erfolgreichsten Liedern des Interpreten.
Im wallonischen Teil Belgiens stand das Chanson ab Juni 1960 für 40 Wochen in den Top-40 und erreichte dort als höchste Position Platz 3.
Neben der deutschen Fassung Du läßt dich geh’n hat Aznavour das Chanson auch auf Englisch selbst aufgenommen (You’ve Let Yourself Go), ebenso auf Italienisch (Ti lasci andare). Ein Duett auf Französisch, bei dem die Frau ihrem Mann wiederholt auf seine Vorwürfe antwortet und ihrerseits sagt, was sie an ihm stört, sangen Aznavour und Annie Cordy 1973. International bekannter ist eine Duettfassung mit Liza Minnelli, die beide 1991 live im Palais des Congrès vortrugen; über diesen Auftritt ist 1995 die Vinyl-Langspielplatte und CD Paris – Palais des Congrès – L’intégrale du spectacle entstanden.
Das laut Julia Edenhofer „herrlich süffisante“ Du läßt dich geh’n wurde in Westdeutschland, wo es Rang 14 der Charts erreichte, Aznavours bestverkaufte Schallplatte. Dabei wollte seine Plattenfirma das Lied zunächst gar nicht veröffentlichen, was sie dem Sänger zufolge mit der Aussage „Das können wir nicht machen. Wir haben in Deutschland ziemlich viele dicke Frauen“ begründet haben soll.
Coverversionen gab es unter anderem auf Deutsch als Duett von Dana Golombek und Hans Werner Olm sowie solo von Udo Lindenberg. Caterina Valente sang 1962 unter dem Titel Mein Ideal eine Version, die sich auf einen Mann bezieht. Auf Niederländisch veröffentlichte Corry Brokken 1963 eine Version unter dem Titel Mijn ideaal.
Die österreichische Band Schmetterlinge hat sich der Komposition Aznavours ebenfalls bedient. Auf ihrer 1977 veröffentlichten Proletenpassion singen zwei ihrer Mitglieder im Lied Die Verhandlung einen fiktiven Dialog zwischen Adolphe Thiers und Helmuth von Moltke, den diese über den Vorfrieden von Versailles am Ende des Deutsch-Französischen Kriegs führen. Darin verwenden die Schmetterlinge zu einem von Heinz Rudolf Unger, Willi Resetarits und Georg Herrnstadt neu verfassten Text über mehrere Strophen die Melodie von Tu t’laisses aller. In diesem Lied existiert zudem noch eine weitere Anspielung auf einen Song eines französischen Chansonniers: Moltke fordert Thiers mit französischem Akzent dazu auf, seine Probleme auf den Tisch zu legen, „und die Zeit, und die Zeit, und die Zeit nimmt sie fort“. Dies kopiert wörtlich und auch von Intonation und Tempo des Vortrags her Gilbert Bécauds Ein bißchen Glück und Zärtlichkeit (Un peu d’amour).
Für ihr gleichnamiges Album von 1987 nahm die deutsche Punkband Abwärts unter dem Titel Alkohol eine recht melodiöse und poppige Neuinterpretation von Du läßt dich geh’n mit etwas verändertem Text auf.

## Belege und Anmerkungen
1. ↑  Singles wurden in den 1960er Jahren in Frankreich häufig nicht für den Verkauf in Schallplattenläden produziert – dafür waren die EPs mit drei bis fünf Titeln vorgesehen –, sondern nur für die Bestückung von Musikboxen und zu Werbezwecken.
2. ↑  Charles Aznavour: Mit leiser Stimme. Mein Leben – ein Chanson. Graf, Berlin 2010, ISBN 978-3-86220-008-5, S. 144 f.; als weitere Klassiker benennt der Chansonnier dort speziell Bon anniversaire, À ma fille und Une enfant de seize ans.
3. ↑  Sowohl der französische als auch der deutsche Text sind unter Weblinks verlinkt und abrufbar.
4. ↑  Jérôme Pintoux: Les chanteurs français des années 60. Du côté de chez les yéyés et sur la Rive Gauche. Camion Blanc, Rosières-en-Haye 2015, ISBN 978-2-35779-778-9, S. 450
5. ↑  Gilles Verlant (Hrsg.): L’encyclopédie de la Chanson française. Des années 40 à nos jours. Éd. Hors Collection, Paris 1997, ISBN 2-258-04635-1, S. 37
6. ↑  Ein Notenblatt des Chansons findet sich beispielsweise bei stretta-music.com.
7. ↑  Die Verkaufszahl findet sich bei infodisc.fr.
8. ↑  Pierre Saka: 50 ans de chanson française. France Loisirs, Paris 1994, ISBN 2-7242-5790-1, S. 78
9. ↑  Gilles Verlant: L’Odyssée de la Chanson française. Éd. Hors Collection, Paris 2006, ISBN 978-2-258-07087-5, S. 45
10. ↑  Frank und Ingrid Laufenberg: Hit-Lexikon des Rock und Pop. Ullstein, Berlin 2007, 3 Bände, ISBN 978-3-548-36920-4, Band 1, S. 105
11. ↑  nach ultratop.be
12. ↑  Video des Duetts Aznavour/Cordy bei YouTube
13. ↑  siehe die Angaben zu diesem Minelli-Aznavour-Album einschließlich der Tracklist bei allmusic.com
14. ↑  Julia Edenhofer: Das große Oldie Lexikon. Bastei-Lübbe, Bergisch Gladbach 1992, 2. Auflage, ISBN 3-404-60288-9, S. 31 f.
15. ↑  Siegfried P. Rupprecht: Chanson-Lexikon. Zwischen Kunst, Revolution und Show – Die Lieder und Interpreten der tausend Gefühle. Lexikon Imprint, Berlin 1999, ISBN 978-3-89602-201-1, S. 29
16. ↑  Diese Begründung erzählte Charles Aznavour in einem Interview, das bei welt.de am 14. Dezember 2008 unter der Überschrift „Charles Aznavour und die dicke deutsche Frau“ erschien.
17. ↑  Siehe den Songtext von Ein bißchen Glück und Zärtlichkeit bei golyr.de. Bécauds Lied brachte es Anfang 1974 in die deutschen Top-50-Charts.
18. ↑  Alkohol von Abwärts bei YouTube, abgerufen am 19. Januar 2024.